# Jesse Vandenbulcke
Jesse Vandenbulcke (17 januari 1996) is een Belgische wielrenster. Ze werd in 2019 Belgisch kampioene op de weg te Gent en in 2024 werd ze Belgisch kampioene Elite 2 te Zottegem.

## Biografie

### Eerste wielerloopbaan
Jesse Vandenbulcke was een beloftevolle renster bij de dames junioren. Sedert 2012 was ze aangesloten bij de opleidingsploeg van Lotto-Belisol. In 2013 haalde ze op de piste brons op het Europees kampioenschap ploegenachtervolging bij de juniores samen met Lotte Kopecky, Kaat Van der Meulen en Saartje Vandenbroucke. In 2014 werd ze Belgisch kampioene tijdrijden bij de junioren. Op de wegrit werd ze derde. Het jaar erop werd Vandenbulcke actief bij de profrensters in de ploeg van Lotto Soudal Ladies. Als jonge renster reed ze vooral in dienst van de ploeg om de knepen van het vak te leren. De ploeg wou Vandenbulcke door haar jonge leeftijd langer in de opleidingsploeg actief houden, maar Vandenbulcke maakte in 2016 de overstap naar een andere UCI-ploeg, Lares-Waowdeals.
Ook bij Lares-Waowdeals bleven de resultaten zoals van een jonge renster in dienst van de ploeg verwacht kon worden. Na het Belgisch kampioenschap stopte Vandenbulcke om gezondheidsredenen. Ze werkte tijdelijk als animator voor een reisbureau in Egypte en werd nadien zwanger. Haar zoon werd naar de Zwitserse renner Fabian Cancellara genoemd. Beroepshalve was ze nog even actief als ploegleidster bij haar ploeg, maar werkte ze vooral in een broodjeszaak.

### Comeback

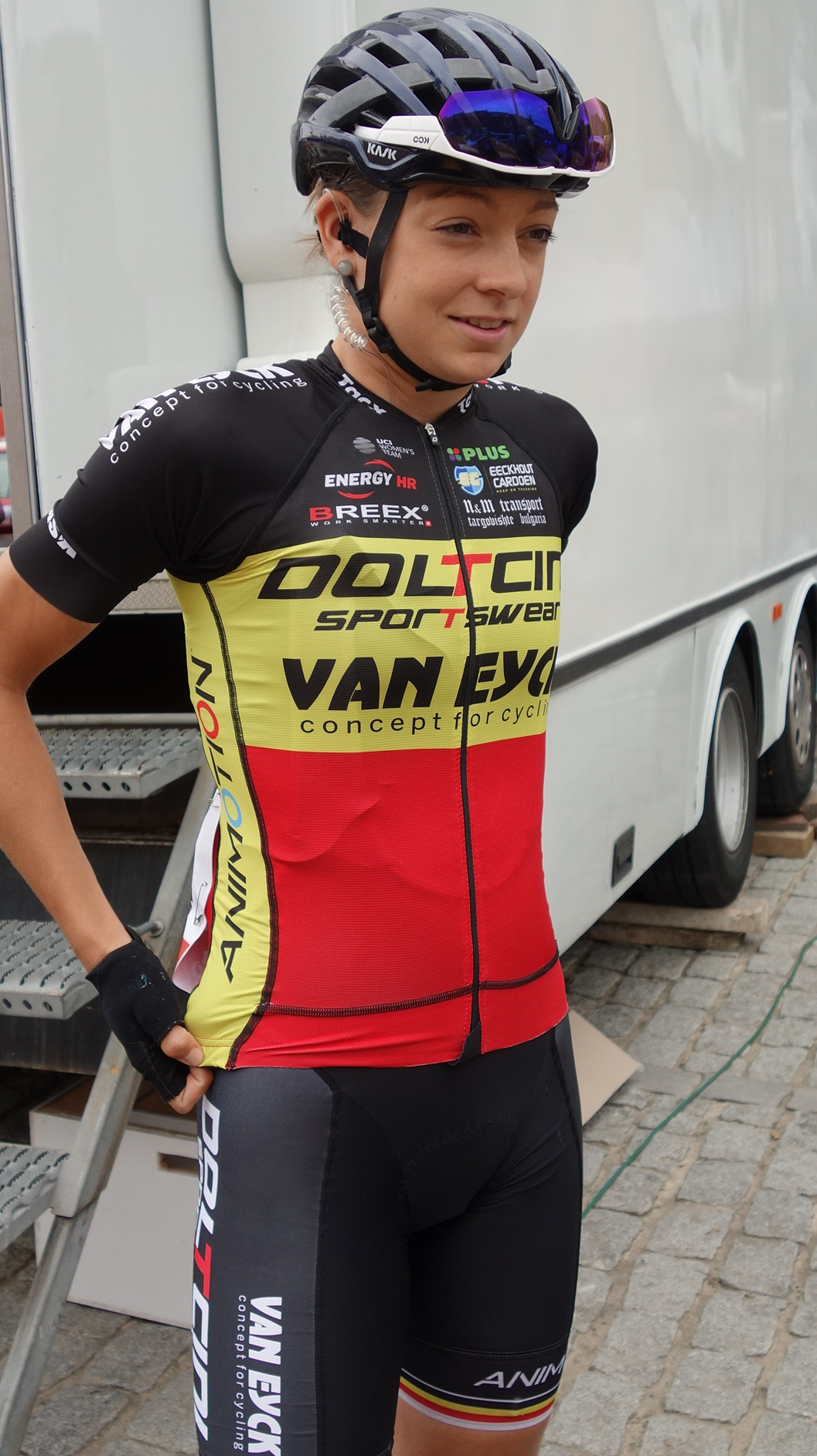
Jesse Vandenbulcke in de Belgische kampioenstrui in de Lotto Belgium Tour 2019.

In 2018 keerde Vandenbulcke terug naar het wielerpeloton via amateurploeg Keukens Redant, waar ze enkele mooie resultaten neerzette in rittenkoersen zoals de Lotto Belgium Tour. Ze werd voor het seizoen 2019 door haar oude ploeg, inmiddels omgedoopt tot Doltcini-Van Eyck Sport, terug binnengehaald via haar oude ploegleider Marc Bracke. Ze trad er aan in enkele buitenlandse wielerwedstrijden en klassiekers in België. Een elfde plaats in Gent Wevelgem In Flanders Fields was haar hoogste notering tot haar onverwachte sprintoverwinning tijdens het Belgisch kampioenschap wielrennen voor dames elite in Gent. Voor het kampioenschap was haar contract voor een terugkeer naar Lotto Soudal Ladies al ondertekend. Bij deze ploeg bleef ze twee jaar. In 2022 kwam ze uit voor de Britse ploeg Le Col-Wahoo, waar ze aanvankelijk haar contract verlengde tot 2024, maar door financiële problemen bij de ploeg, toch na één jaar moest vertrekken. In september 2022 werd Vandenbulcke tweede in de GP Beerens, achter haar ploeggenote Marjolein van 't Geloof.

## Palmares

### Wegwielrennen
2014
2e etappe Healthy Ageing Juniors
Eindklassement Healthy Ageing Juniors
 Belgisch kampioenschap tijdrijden voor dames junioren
 Belgisch kampioenschap wielrennen voor dames junioren
2016
 Belgisch kampioenschap tijdrijden voor dames beloften
2019
 Belgisch kampioenschap wielrennen voor dames elite
Dernycriterium van Wetteren
2021
Sprintklassement Tour de la Semois
2022
 Oost-Vlaams kampioenschap wielrennen voor dames
2023
Aphrodite's Sanctuary
2024
1ste en 2de etappe Vermarc Cycling Project
Eind- en puntenklassement Vermarc Cycling Project
 Belgisch kampioenschap wielrennen voor dames elite zonder contract
 Europees kampioenschap gemengde ploegentijdrit, elite

### Baanwielrennen
2013
 Europees kampioenschap ploegenachtervolging dames junioren
2014
 Belgisch kampioenschap omnium dames junioren
2015
 Belgische kampioenschappen dames elite puntenkoers

## Ploegen
- 2013 —  VZW Lotto-Ladies Cycling
- 2014 —  VZW Lotto-Ladies Cycling
- 2015 —  Lotto Soudal Ladies
- 2016 —  Lares-Waowdeals
- 2018 —  Keukens Redant Cycling Team
- 2019 —  Doltcini-Van Eyck Sport
- 2020 —  Lotto Soudal Ladies
- 2021 —  Lotto Soudal Ladies
- 2022 —  Le Col-Wahoo
- 2023 —  Human Powered Health
- 2024 —  De Ceuster - Bonache Cycling Team